# Dobravlje
Dobravlje é uma vila localizada no município de Ajdovščina na Eslovênia. Possuía uma população estimada de 464 habitantes em 2020.